# Kokura
Kokura (jap. 小倉市 Kokura-shi) – do 1963 roku miasto w prefekturze Fukuoka w Japonii. Od 1963 roku, kiedy połączono pięć miast, tworząc aglomerację Kitakiusiu i dołączając w tym Kokurę, utworzono z niej dwie dzielnice: Kokurakita-ku i Kokuraminami-ku.
Kokura była pierwotnym celem, na który 9 sierpnia 1945 roku miała być zrzucona druga bomba atomowa (Fat Man). Ze względu jednak na to, że miasto zasłaniały chmury, a major Charles Sweeney, pilot Boeinga B-29 Superfortress o nazwie własnej Bockscar, miał rozkaz bombardowania tylko przy dobrej widoczności, bombę zrzucono na cel rezerwowy: miasto Nagasaki. Kokura była celem rezerwowym pierwszego nalotu z użyciem bomby atomowej, trzy dni wcześniej. 
W konsekwencji tych wydarzeń „szczęście Kokury" stało się popularnym w Japonii zwrotem oznaczającym nieświadome uniknięcie katastrofy. O tych zdarzeniach opowiada pierwszy epizod w filmie Petra Zelenki „Guzikowcy”, zatytułowany „Szczęście Kokury”.

## Galeria

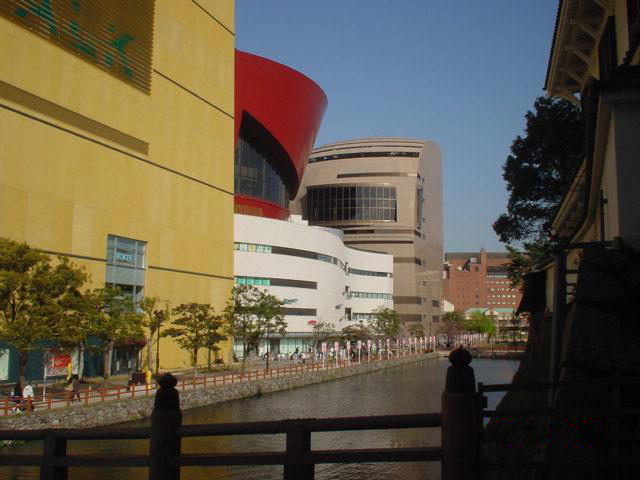
Fosa wokół zamku
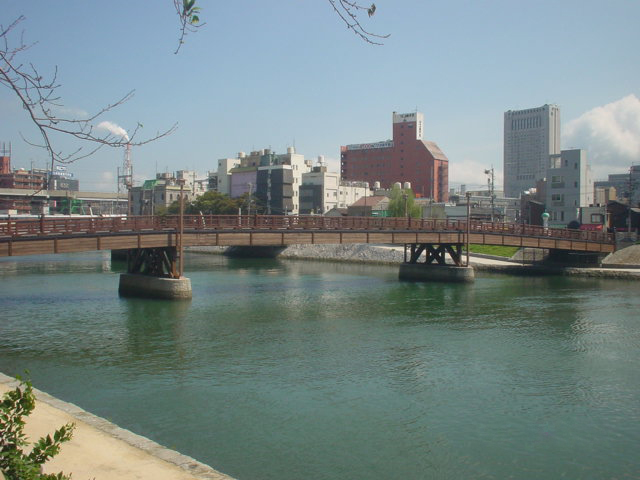
Most Tokiwa
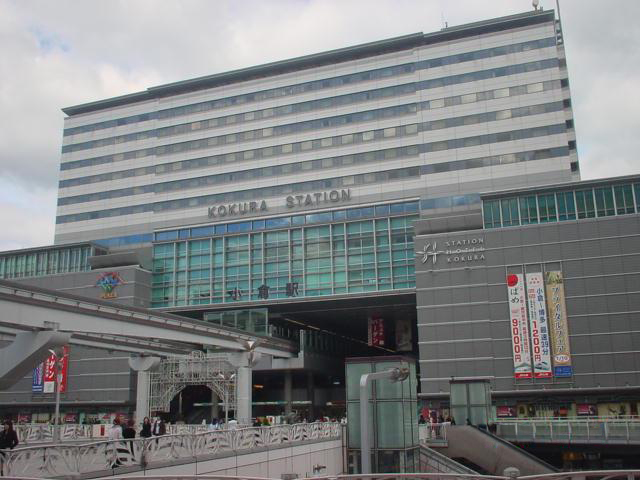
Dworzec kolejowy
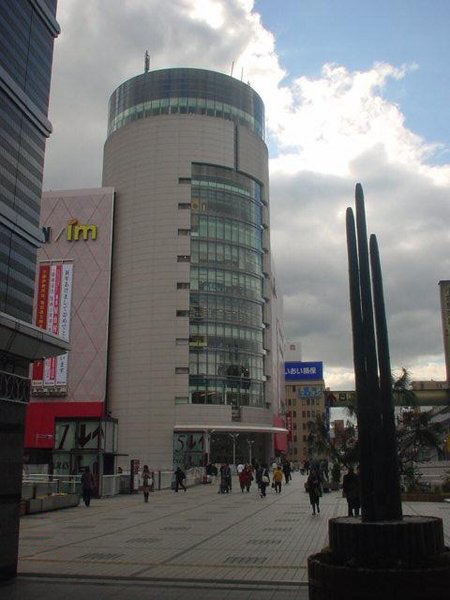
Dom towarowy
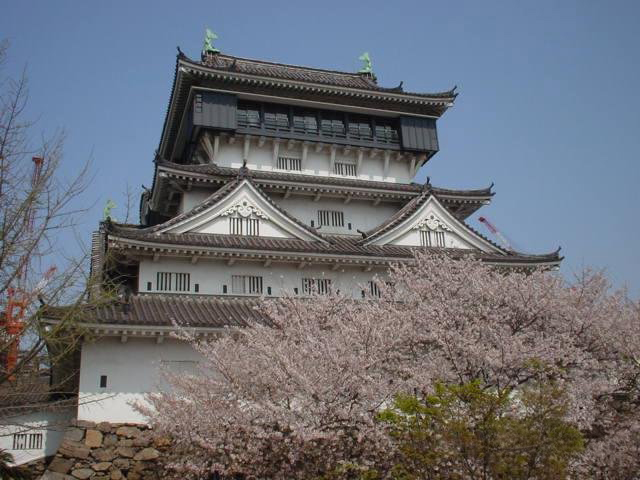
Sakura wokół zamku
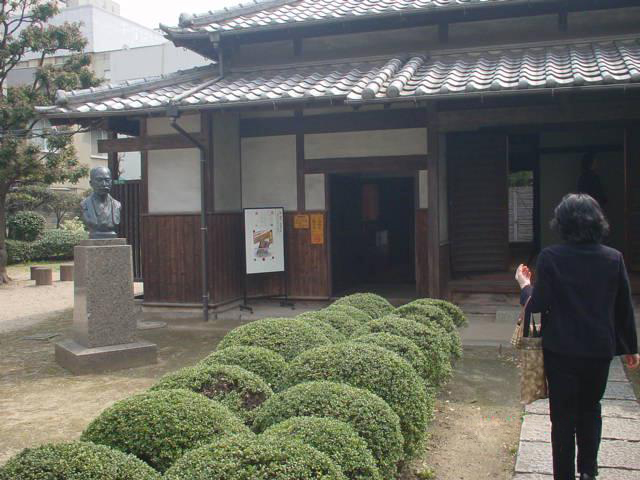
Dom Ōgaia Mori, pisarza i lekarza